# Endeavor Air
Endeavor Air (früher Pinnacle Airlines und Express Airlines I) ist eine US-amerikanische Fluggesellschaft mit Sitz in Minneapolis und Basis auf dem Minneapolis-Saint Paul International Airport. Sie führt unter der Marke Delta Connection für Delta Air Lines Regional- und Zubringerflüge durch.
Pinnacle Airlines ist seit Mai 2013 eine Tochtergesellschaft der Delta Air Lines. Ihre Schwestergesellschaft Mesaba Airlines wurde 2012 in Pinnacle Airlines integriert, die zweite Schwester Colgan Air im selben Jahr aufgelöst.

## Geschichte

### Express Airlines I
Endeavor Air wurde 1985 als Express Airlines I gegründet, um Flugverbindungen als Codeshare-Regionalfluggesellschaft zu den großen Drehkreuzen zu schaffen. Express I begann 1985 mit einem Codeshare-Abkommen mit Republic Airlines. Republic war die dominierende Fluggesellschaft in Memphis, wollte aber auch mehr Verbindungen zu kleineren Flughäfen bedienen und gleichzeitig ihre Douglas DC-9 für längere Strecken freihalten. Ab Juni 1985 nahm Express I mit BAE Jetstream 31 Verbindungen zu drei Städten auf. Innerhalb von sechs Monaten bediente Express I zehn Strecken mit neun Jetstream 31 und zwei Saab 340.
Ab Dezember 1985 ermöglichte ein Abkommen mit Republic Airlines, weitere Verbindungen vom Drehkreuz Minneapolis-Saint Paul aufzunehmen. Im ersten Jahr der Zusammenarbeit bediente Republic mit 20 Jetstream 31 und zwei Saab 340 bis zu 32 Strecken. Im Frühjahr 1986 gab Northwest Airlines die Absicht bekannt, Republic übernehmen zu wollen. Die folgenden Überprüfungen und Ratifizierungen durch die Anteilseigner zogen sich bis Oktober 1986 hin. Dann erfolgte die Übernahme von Republic Airlines.
Über das nächste Jahrzehnt erweiterte Express I das Streckennetz zu 56 Städten im Südwesten und nördlichen Mittelwesten der USA. 1997 beschloss Northwest Airlines eine Strukturänderung für Express I, die sich bis dahin in Privatbesitz befand und übernahm die Fluggesellschaft. Am 1. April 1997 wurde Express I eine Tochtergesellschaft von Northwest Airlines. Um das Streckennetz zu straffen, verließ Express I das Drehkreuz Minneapolis-Saint Paul und konzentrierte sich auf das Drehkreuz Memphis.
Im August 1997 zog Express I mit allen Abteilungen zum neuen Hauptsitz in Memphis um. Im Mai 1999 gab Northwest bekannt, dass Express I der Erstbesteller für den Bombardier CRJ wird. Der Einsatz von mindestens 42 CRJ war für Northwest Jet Airlink bestimmt. Im Juni 2001 flog die erste CRJ von Greenville nach Spartanburg in South Carolina.
Express I vergrößerte sich um weitere Abteilungen, wie Wartung, Instandhaltung und Reparatur für die CRJ Maschinen. Dafür wurde in Knoxville (Tennessee), Tennessee die erste Wartungsbasis mit einer Halle für vier CRJ eingerichtet. Weitere Wartungsbasen befinden sich in South Bend und Fort Wayne, Indiana.

### Pinnacle Airlines
Am 8. Mai 2002 änderte Express I ihren Namen in Pinnacle Airlines. Das Rufzeichen blieb „Flagship“, da „Pinnacle“ bereits durch eine Chartergesellschaft aus Arkansas besetzt war. Im November 2003 wurde Pinnacle Airlines eine Aktiengesellschaft.
Im Januar 2007 gab Pinnacle den Kauf der bis dahin unabhängigen Colgan Air bekannt. Der Kauf war von strategischer Natur, um Zugang zu deren Partnern Continental Airlines, United Airlines und US Airways zu bekommen. Northwest und Pinnacle schlossen im Dezember ein neues Flugserviceabkommen für den Einsatz von 124 CRJ200 ab, mit der Erlaubnis einen Teil der Einsätze auch mit CRJ400 bedienen zu dürfen.
Im Januar 2008 wurde Pinnacle durch den Rückkauf von Class A Aktien von Northwest wieder ein unabhängiges Unternehmen.
Ab Januar 2008 erhielt Pinnacle zusätzlich die Erlaubnis auch andere Fluggesellschaften bedienen zu dürfen. Der Start erfolgte durch die neue Tochtergesellschaft Colgan Air von Newark Liberty International Airport unter den Farben von Continental Connection für Continental Airlines. Unter Continental Connection fliegt Colgan Air auch ab dem George Bush Intercontinental Airport mit Saab 340 zu Städten in Texas, Louisiana und Arkansas. Unter dem neuen Abkommen will Colgan Air mit De Havilland DHC-8-400 von Newark aus starten. Eines der neuen Ziele war in Zusammenarbeit mit der kanadischen Fluggesellschaft Porter Airlines der Flughafen Toronto-City.
Am 30. April wurde ein 10-jähriges Abkommen mit Delta Air Lines über den Einsatz von 16 Bombardier CRJ900 abgeschlossen. Die unter den Farben der Delta Connection fliegenden Maschinen wurden in Atlanta stationiert.
Am 1. April 2012 hat Pinnacle Insolvenz nach Chapter 11 beantragt, stellte den Flugbetrieb aber nicht ein.
Die US-amerikanische Luftfahrtbehörde Federal Aviation Administration verhängte am 7. Januar 2013 eine Strafe in Höhe von 275 Tausend Dollar, weil zwischen dem 25. und 27. Oktober 2010 elf Flüge mit einem Flugzeug durchgeführt wurden, das ein nötiges Ersatzteil in der Turbine nicht eingebaut hatte.
Ebenfalls im Januar 2013 vermeldete Delta Air Lines, dass man Pinnacle Airlines vollständig übernehmen werde. Die offizielle Bewilligung erteilte das Insolvenzgericht dann im Rahmen der Vorstellung und Genehmigung eines Finanzplans am 17. April 2013. Bestandteil dieses Plans waren Einschnitte in den Mitarbeitergehältern und die schrittweise Rückgabe der Flugzeuge des Typs Bombardier CRJ200 an Delta Air Lines, da diese nicht wirtschaftlich betrieben werden konnten. Normalerweise wäre dafür eine Strafgebühr seitens Pinnacle Airlines fällig, worauf Delta aber verzichtet. Des Weiteren wird Pinnacle Airlines die Bombardier CRJ900-Flotte, betrieben für Delta Connection, vergrößern.

### Endeavor Air
Mit Verlassen der Insolvenz wurde der Name in Endeavor Air geändert und der Hauptsitz auf den Flughafen Minneapolis-Saint Paul International Airport verlegt.

## Flugziele
Endeavor Air fliegt für Delta Air Lines vor allem vom Flughafen Minneapolis-Saint Paul International Airport regionale Ziele an. Weitere Drehkreuze sind der Detroit Metropolitan Wayne County Airport und der John F. Kennedy International Airport in New York. Insgesamt verbindet Endeavor Air über 110 Städte in 39 US-Staaten und kanadische Provinzen mit täglich über 800 Flügen. Bis zur kompletten Übernahme durch Delta Air Lines wurden auch Drehkreuze auf dem Hartsfield–Jackson Atlanta International Airport und dem Flughafen Memphis betrieben.

## Flotte

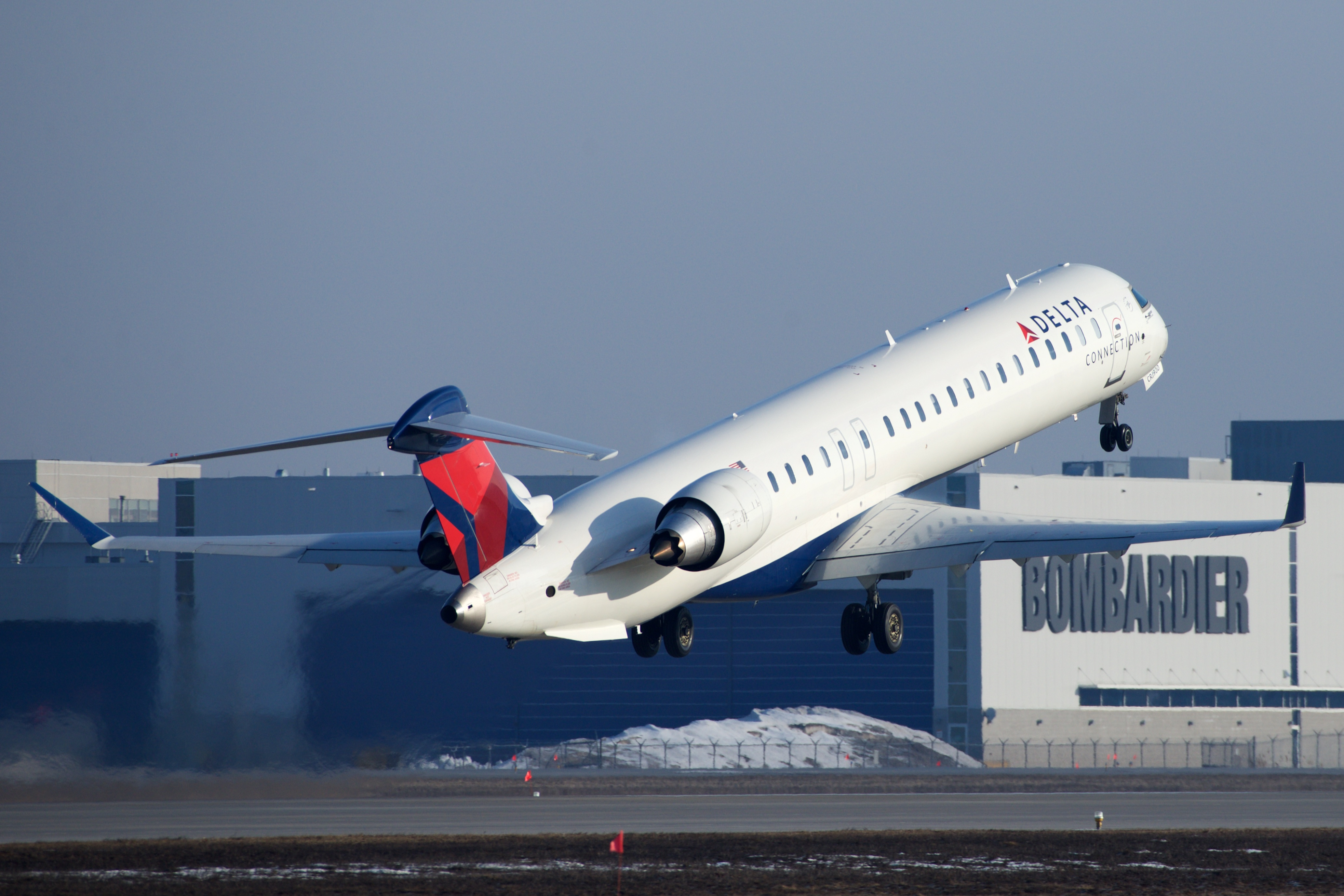
Bombardier CRJ-900 der Endeavor Air, betrieben für Delta Connection

### Aktuelle Flotte
Mit Stand Februar 2025 besteht die Flotte der Endeavor Air aus 141 Flugzeugen mit einem Durchschnittsalter von 15,2 Jahren:
| Flugzeugtyp       | Anzahl | bestellt | Anmerkungen   | Sitzplätze (Business/Eco) | Durchschnittsalter |
| ----------------- | ------ | -------- | ------------- | ------------------------- | ------------------ |
| Bombardier CRJ700 | 018    | 2        | sechs inaktiv | 69 (9/60)                 | 21,7 Jahre         |
| Bombardier CRJ900 | 122    |          | sechs inaktiv | 76 (12/64)                | 14,3 Jahre         |
| Embraer E175      | 1      |          |               | 76 (12/64)                | 17,5 Jahre         |
| Gesamt            | 141    | 2        |               |                           | 15,2 Jahren        |

### Ehemalige Flugzeugtypen
In der Vergangenheit setzte Endeavor Air bereits folgenden Flugzeugtyp ein:
- Bombardier CRJ200

## Zwischenfälle
- Am 14. Oktober 2004 kam es beim Flug einer CRJ200 von Little Rock, Arkansas, nach Minneapolis, Minnesota zu einem Flammabriss. Beim Absturz der Maschine kamen der Kapitän und der Copilot ums Leben. Hauptgrund hierfür war laut Untersuchungsergebnis der NTSB mangelnde Professionalität der Besatzung, die den Flammabriss selbst verschuldete und erst 16 Minuten nach dem Ereignis einen Luftnotfall erklärte (siehe auch Pinnacle-Airlines-Flug 3701).[8]

- Am 17. Februar 2025 überschlug sich ein aus Minneapolis kommender Bombardier CRJ900LR der Endeavor Air, auf einem Flug durchgeführt für Delta Airlines (N932XJ), mit 76 Passagieren und vier Besatzungsmitgliedern an Bord bei der Landung auf der Landebahn 23 des Flughafens Toronto-Pearson und kam auf dem Rücken liegend zum Stillstand. Es gab 21 Verletzte, aber keine Todesopfer. Das Flugzeug wurde zerstört (siehe auch Delta-Connection-Flug 4819).[9][10]